# Spijt heb je morgen maar
Spijt heb je morgen maar is een nummer van de Nederlandse band BLØF uit 2014. Het is de eerste single van hun elfde studioalbum In het midden van alles. Het nummer werd in oktober 2013 al geschreven, en in maart 2014 uitgebracht.
Het nummer bereikte de 37e positie in de Nederlandse Top 40.